# Habitación 40

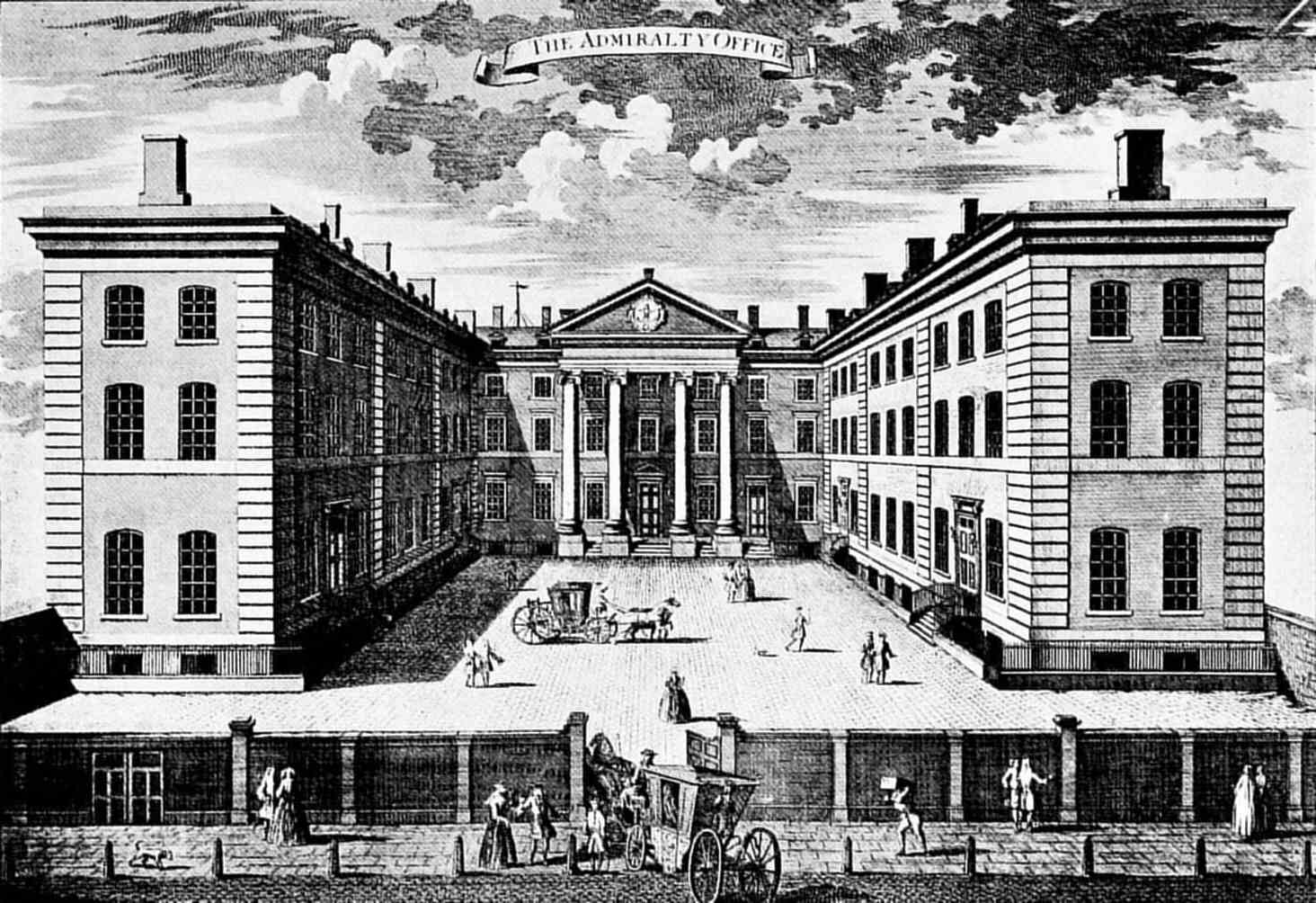
La habitación 40 estaba en el primer piso del ala principal del edificio del Antiguo Almirantazgo, ahora conocido como Ripley Building (construido en 1726) en Whitehall. Estaba en el mismo corredor que el viejo Board Room.

La habitación 40, también conocida como 40 O.B (Old building; oficialmente parte de NID25), fue la sección de criptoanalisis del Almirantazgo británico durante la Primera Guerra Mundial.

## Descripción
El grupo, formado en octubre de 1914, comenzó cuando el contraalmirante  Henry Oliver, el director de la División de Inteligencia Naval, le dio intercepciones de una estación de radio alemana en Nauen, cerca de Berlín al Director de Educación Naval Alfred Ewing, quien construía cifrados como hobby. Ewing reclutó civiles como William Montgomery, un traductor de trabajos teológicos en alemán y Nigel de Grey, un editor. Se estimó que durante la guerra, la habitación 14 desencriptó cerca de 15.000 comunicaciones alemanas interceptadas de tráfico inalámbrico y de telegrafía. Más notablemente la sección interceptó y decodificó el Telegrama Zimmermann, una comunicación diplomática secreta emitida por el Ministerio de Asuntos Exteriores de Alemania en enero de 1917 que proponía una alianza militar entre Alemania y México. La decodificación de este telegrama ha sido descrita como el triunfo de inteligencia británica más significativo durante la Primera Guerra porque jugó un rol significativo en la atracción al conflicto de los entonces neutrales Estados Unidos.
Las operaciones de la habitación 40 evolucionaron a partir de un código naval alemán capturado, el Signalbuch der Kaiserlichen Marine (SKM) y los mapas (conteniendo cuadros codificados) que los aliados rusos de Gran Bretaña habían pasado al Almirantazgo. Los rusos se apoderaron de este material a bordo del crucero alemán SMS Magdeburg después de que encallara en la costa de Estonia el 26 de agosto de 1914. Los rusos recuperaron tres de las cuatro copias que llevaba el buque de guerra, se quedaron con dos y pasaron la otra a los británicos En octubre de 1914, los británicos también obtuvieron el Handelsschiffsverkehrsbuch (HVB) de la Marina Imperial alemana, un libro de códigos usados por buques de guerra alemanes, mercantes y zeppelines navales.